# Eccidi dell'alto Reno
Gli eccidi dell'alto Reno furono una serie di stragi perpetrate dalle forze armate tedesche contro la popolazione civile e le formazioni partigiane durante la seconda guerra mondiale, nei comuni di Granaglione, Porretta Terme, Lizzano in Belvedere, Gaggio Montano e Grizzana Morandi in Emilia-Romagna, attuate tra il 4 luglio e il 2 ottobre 1944, parallelamente alla strage di Marzabotto, causando oltre 140 morti.
I processi per le stragi, benché riconosciute ufficialmente, non vennero mai celebrati in quanto tutti gli incartamenti riguardanti gli avvenimenti rimasero per anni nascosti nel cosiddetto "armadio della vergogna", rinvenuto solo nel 1994.

## Eccidio di Biagioni
L'eccidio di Biagioni fu una strage compiuta nell'omonima frazione del comune di Granaglione il 4 luglio 1944, in cui le truppe tedesche rastrellarono e uccisero 9 civili. L'episodio, che si ascrive nella cosiddetta "guerra ai civili" portata avanti dalle truppe nazi-fasciste, partì dal rastrellamento compiuto dalle SS nel piccolo paese di Biagioni. Durante la ricerca di giovani renitenti alla leva, venne ucciso un milite delle SS, probabilmente colpito da fuoco amico. Il fatto diventò il pretesto per rastrellare la popolazione maschile. Attilio Vivarelli e Saverio Bruni vennero impiccati nella pubblica piazza davanti alle rispettive famiglie, mentre gli altri sette partigiani vennero fucilati dalle SS. Il partigiano Paolo Calistri però non rimase ucciso dai proiettili e, in un tentativo di fuga, venne raggiunto e massacrato dalle truppe tedesche a colpi di calcio di fucile. Misteriosamente, i sette partigiani fucilati vennero registrati nell'albo dei caduti e dei dispersi come appartenenti alla Repubblica Sociale Italiana (RSI), vittime di agguati dei partigiani.
Il fascicolo numero 961, ritrovato nell'armadio della vergogna, indica come responsabili ignoti soldati delle SS tedesche e italiane a cui i Reali Carabinieri di Porretta Terme imputarono, nel marzo 1946, i reati di "Violenza con omicidio art. 185 c.p.m.g." e "Omicidio e aiuto al nemico". Con un non luogo a procedere il 21 novembre 1944, il processo non fu mai celebrato.

### Vittime
- Saverio Bruni
- Attilio Vivarelli, 21 anni
- Paolo Calistri
- Giovanni Fornaciari
- Rosolino Mori
- Armando Vivarelli
- Domenico Guglielmo Vivarelli
- Eugenio "Pipetta" Vivarelli
- Marte Vivarelli

## Eccidio di Castelluccio
L'eccidio di Castelluccio fu una strage compiuta nell'omonima frazione del comune di Porretta Terme, il 12 agosto 1944 in cui le truppe tedesche uccisero 8 persone, cioè un partigiano, 2 donne e 5 montanari, accusati di aiutare i locali partigiani facenti parte della brigata Toni Matteotti Montagna, di ritorno dalla battaglia per la difesa della repubblica partigiana di Montefiorino, in provincia di Modena. A causa di una spiata, essi caddero in una imboscata nei pressi di Castelluccio l'11 agosto 1944. Quindi furono imprigionati nella locale ex scuola, e poi fucilati il mattino dopo. Tra loro anche il partigiano Paul Henri Moscard detto il "francesino", un paracadutista parigino arruolato coattamente nell'esercito tedesco, che aveva però disertato nell'estate 1944 per unirsi ai partigiani. I loro 8 nomi sono nella lapide esposta sul muro della ex scuola di Castelluccio Bolognese (attenzione a non confondere questo paesino con il vicino Castelluccio Modenese).
Il fascicolo numero 960, ritrovato nell'armadio della vergogna, indica come responsabili ignoti soldati delle SS tedesche e italiane a cui i Reali Carabinieri di Porretta Terme imputarono, nel marzo 1946 i reati di "Violenza con omicidio art. 185 c.p.m.g." e "Omicidio e aiuto al nemico". Con un non luogo a procedere il 21 novembre 1944, il processo non fu mai celebrato.

### Vittime
- Paul Henri Moscard, francese, partigiano conosciuto anche come Paolo Monsatard.
- Antonietta Masini.
- Clementina Venturi.
- Angelo Agostini.
- Giovanni Castelli.
- Lino Degli Esposti.
- Amos Menzani.
- Germano Sabattini.

## Eccidio di Ca' Berna
L'eccidio di Ca' Berna (o Ca' di Berna o Casa Berna) fu una strage compiuta nell'omonima frazione del comune di Lizzano in Belvedere, il 27 settembre del 1944 in cui persero la vita in 29 (o 28 o 30, secondo altre fonti), tra anziani, donne e bambini.
Dopo il massacro di Sant'Anna di Stazzema commesso il 12 agosto 1944, gli eccidi nazifascisti contro i civili sembravano essersi momentaneamente fermati. Ma il feldmaresciallo Albert Kesselring aveva scoperto che a Marzabotto agiva con successo la brigata Stella Rossa, e voleva dare un duro colpo a questa organizzazione e ai civili che la appoggiavano.
Il capo dell'operazione, Walter Reder, comandante del 16º reparto corazzato ricognitori (Panzeraufklärungsabteilung) della 16. SS-Panzergrenadier-Division Reichsführer SS, si stava recando infatti a Marzabotto assieme a un contingente di truppe tedesche per compiere il ben più noto eccidio di Monte Sole (o "strage di Marzabotto"). Percorrendo quindi la strada che collegava l'antica pieve di Madonna dell'Acero, appena sotto la vetta del Corno alle Scale, a Vidiciatico, Lizzano in Belvedere, Gaggio Montano e poi Marzabotto, le truppe tedesche si scontrarono con una piccola formazione di partigiani appartenenti alla 7ª Brigata Garibaldi Modena, Divisione Armando, nella frazione di Ca' Berna, dove vivevano varie famiglie di pastori.
Dopo lo scontro con i partigiani, le truppe tedesche radunarono una trentina di persone, rastrellate nelle case adiacenti e quasi tutte tra i 12 e i 70 anni, all'interno di un caseggiato e cominciarono a ucciderle «con un colpo di pistola ravvicinato in fronte, in modo che ognuno assistesse alla morte del vicino».
Lo stesso giorno vennero uccisi anche i due partigiani Armando Zolli, medaglia d'oro al valore militare, e Dante Benazzi, medaglia d'argento al valore militare, colpiti dalle truppe tedesche sulla strada per Vidiciatico.

### Vittime
- Romolo Baratti
- Ofelia Bernardi, 19 anni
- Clementina Bernardi, 14 anni
- Lia Bernardini, 21 anni
- Maria Bernardini, 55 anni
- Maria "Delia" Bernardini, 23 anni
- Dante Benazzi, 22 anni
- Domenica Gelsomina Burchi, 41 anni
- Giuseppina Cantelli, 17 anni
- Olimpia Castelli, 41 anni
- Olindo Castagnoli, 58 anni
- Anna Demaldè, 41 anni
- Corinna Ferrarini, 24 anni
- Novella Franci
- Maria Giacobazzi, 21 anni
- Pietro Pelotti, 21 anni
- Erminia Piovani, 61 anni
- Maria Grazia Tugnoli
- Rina Tamburini, 23 anni
- Attilio Ugolini, 68 anni
- Romolo Ugolini, 5 anni
- Sergio Ugolini, 12 anni
- Elio Vitali, 16 anni
- Giorgio Vitali, 14 anni
- Italia Vitali, 22 anni
- Laura Vitali, 18 anni
- Ada Zanacchini
- Maria Zanacchini
- Annunziata Zanacchini, 46 anni
- Armando Zolli, 34 anni

## Eccidio di Ronchidoso
L'eccidio di Ronchidoso fu una strage compiuta nell'omonima frazione del comune di Gaggio Montano, il 28 e il 29 settembre 1944 in cui le truppe tedesche uccisero 69 persone. Al ferroviere e partigiano Rossano Marchioni è stata conferita la medaglia d'oro al valor militare alla memoria.

## Eccidio di Silla
L'eccidio di Silla fu una strage compiuta lungo il fiume Reno, nei pressi di Silla, frazione del comune di Gaggio Montano, tra il 24 settembre e il 29 settembre 1944, in cui le truppe tedesche uccisero 4 persone.

### Vittime
- Aldo Agostini, anni 18
- Federico Lenzi, anni 64
- Alberto Mondani, anni 56
- Etneo Guccini, anni 17

## Eccidio di Savignano
L'eccidio di Savignano fu una strage compiuta a Famaticcia di Savignano, frazione del comune di Grizzana Morandi, nella notte tra il 29 e 30 settembre 1944 in cui truppe tedesche delle SS uccisero 8 operai, rastrellati tra Grizzana e Vergato a cui deve aggiungersi, come nona vittima, il medico condotto Enea Macentelli, di ritorno da una visita.

### Vittime
- Giovanni Accursi
- Ettore Alessani
- Augusto Bonaiuti
- Dante Fornasini
- Francesco "Mario" Fornasini
- Edoardo Nanni
- Nino Palmieri
- Adelmo Venturi
- Enea Macentelli

## Eccidio di Molinaccio
L'eccidio di Molinaccio fu una strage compiuta nell'omonima frazione del comune di Gaggio Montano, il 2 ottobre 1944 in cui le truppe tedesche uccisero 17 persone.
Il fascicolo numero 2035, ritrovato nell'armadio della vergogna, indica come responsabili ignoti militari tedeschi. Il fascicolo venne archiviato il 14 gennaio 1960, per essere poi trasmesso al pubblico ministero di Roma il 26 giugno 1995, dopo il ritrovamento nel 1994. Il processo, tuttavia, non fu mai celebrato.

### Vittime
- Menotti Pescantini, anni 44
- Antonio Puccinelli, anni 47
- Pio Stefani, anni 51
- Augusto Mogano, anni 65
- Cleto Francesco Carlo Brunetti, anni 56
- Silvio Augusto Falci, anni 55
- Paolo Bernardi, anni, 54
- Luigi Lizzari, anni 49
- Vittorio Bernardini, anni 40
- Adelmo Alberini, anni 36
- Domenico Mogano, anni 34
- Gino Carboni, anni 30
- Tullio Cinotti, anni 23
- Giuseppe Cinotti, anni 18
- Alfonso Vitali, anni 49
- Giuseppe Gentilini, anni 55
- Mario Vellani, anni 38